# Renate Dorrestein
Renate Dorrestein   (Amsterdam, 25 de gener de 1954 - Aerdenhout, 4 de maig de 2018) va ser una escriptora, periodista i feminista neerlandesa. Considerada una de les figures més importants de la literatura neerlandesa actual, ha sigut una prolífica escriptora guanyadora del premi Annie Romein per la seva obra completa el 1993. El suïcidi de la seva germana, quan ella tenia 27 anys, marcà profundament la seva vida, dotant-la d'una capacitat d'anàlisi de les dinàmiques personals i del funcionament del sentiment de culpa que pot apreciar-se en la seva obra i que de fet constitueix el rerefons narratiu sobre el qual aquesta es base. Començà la seva carrera treballant com a periodista a la revista Panorama i irrompé en l'escena literària amb Buitenstaanders (1983).

## Llistat d'obres
- 1983 - Buitenstaanders
- 1985 - Vreemde streken
- 1986 - Noorderzon
- 1987 - Een nacht om te vliegeren
- 1988 - Korte metten
- 1988 - Het perpetuum mobile van de liefde
- 1989 - Vóór alles een dame
- 1991 - Het hemelse gerecht
- 1992 - Ontaarde moeders
- 1993 - Heden ik
- 1994 - Een sterke man
- 1996 - Verborgen gebreken - film de 2004,
- 1997 - Want dit is mijn lichaam
- 1998 - Een hart van steen
- 2000 - Het geheim van de schrijver
- 2001 - Zonder genade
- 2003 - Het duister dat ons scheidt
- 2004 - Zolang er leven is
- 2006 - Mijn zoon heeft een seksleven en ik lees mijn moeder Roodkapje voor
- 2007 - Echt sexy
- 2008 - Laat me niet alleen
- 2009 - Is er hoop
- 2009 - Heiligenlevens en bananenpitten
- 2010 - De leesclub
- 2011 - De stiefmoeder
- 2012 - De zondagmiddagauto
- 2013 - De blokkade
- 2013 - Nott Won't Sleep, iPad
- 2014 - Liever horen we onszelf
- 2015 - Weerwater

## Premis
- Annie Romein, 1993